# Evania satanas
Evania satanas är en stekelart som beskrevs av Günther Enderlein 1906. Evania satanas ingår i släktet Evania och familjen hungersteklar. Inga underarter finns listade i Catalogue of Life.